# قائمة أنهار مدغشقر

هذه قائمة بالتيارات المائية والأنهار في مدغشقر
- نهر أندرانوتسيميسيامالونا
- أنكافانانا
- نهر أنتاينامبالانا
- نهر بيماريفو
- نهر بيسوكاترا
- نهر بيتسيبوكا
- نهر بومبيتوكا
- نهر فانامبانا
- نهر فاراوني
- نهر فيهيرينانا
- إيازافو
- نهر إفاسي
- نهر إهوسي
- نهر إكوبا
- نهر إرودو
- نهر إفوندرو
- نهر لينتا
- نهر لوكي
- نهر لوكوهو
- نهر ماهاجامبا
- نهر ماهاجيلو
- نهر ماهافافي
- نهر ماناجيبا
- نهر مانامباهو
- نهر مانامبولو
- نهر مانامباترانا
- نهر مانانارا
- نهر مانانارا (أنالانجيروفو)
- نهر مانانجاري
- نهر مانانجيبا
- نهر ماندراري
- نهر مانغوكي
- نهر مانغورو
- نهر مانيا
- نهر مانينغوري
- ماريمبونا
- نهر ميناراندرا
- نهر موروندافا
- نهر نامورونا
- نهر نوسيفولو
- نهر أونيلاهي
- نهر أونيفي
- نهر أونيفي (سافا)
- نهر رامينا
- نهر ريانيلا
- ساهامايتسو
- نهر ساهارينانا
- ساهاتاندرا
- نهر ساهاتافي
- نهر ساكاليونا
- نهر ساكانيلا
- نهر ساكاي
- ساهامايتسو
- نهر ساكيني
- نهر سامبيرانو
- نهر ساندرانانتا
- ساندرانغاتو
- نهر سيميانونا
- نهر صوفيا
- نهر تاهيتيتنالوكي
- تساراتامانا
- نهر تسيريبيهينا
- نهر زومانداو